# Chlorure de chaux
Le chlorure de chaux est simplement l'ancien nom français du chlorure de calcium. 
Mais il est aussi, du fait des procédés anciens et des usages médicinaux ou pharmaceutiques au XIXe siècle, un mélange mal défini de chlorure et d'hypochlorite de calcium. Le "chlorure de chaux"  des médecins du XIXe siècle n'est pas uniquement un chlorure. 

## Description ancienne
Au début du XIXe siècle, c'est un produit chimique courant qui contient de fortes impuretés d'hypochlorite de calcium Ca(ClO)2 mais il contient aussi du chlorure de calcium CaCl2 car le procédé classique de fabrication donne ce mélange :
2 CaO + 2 Cl2 → CaCl2 + Ca(ClO)2
Le chlorure de calcium CaCl2 est difficile à séparer car il a la même solubilité que l'hypochlorite de calcium Ca(ClO)2.

## Usages

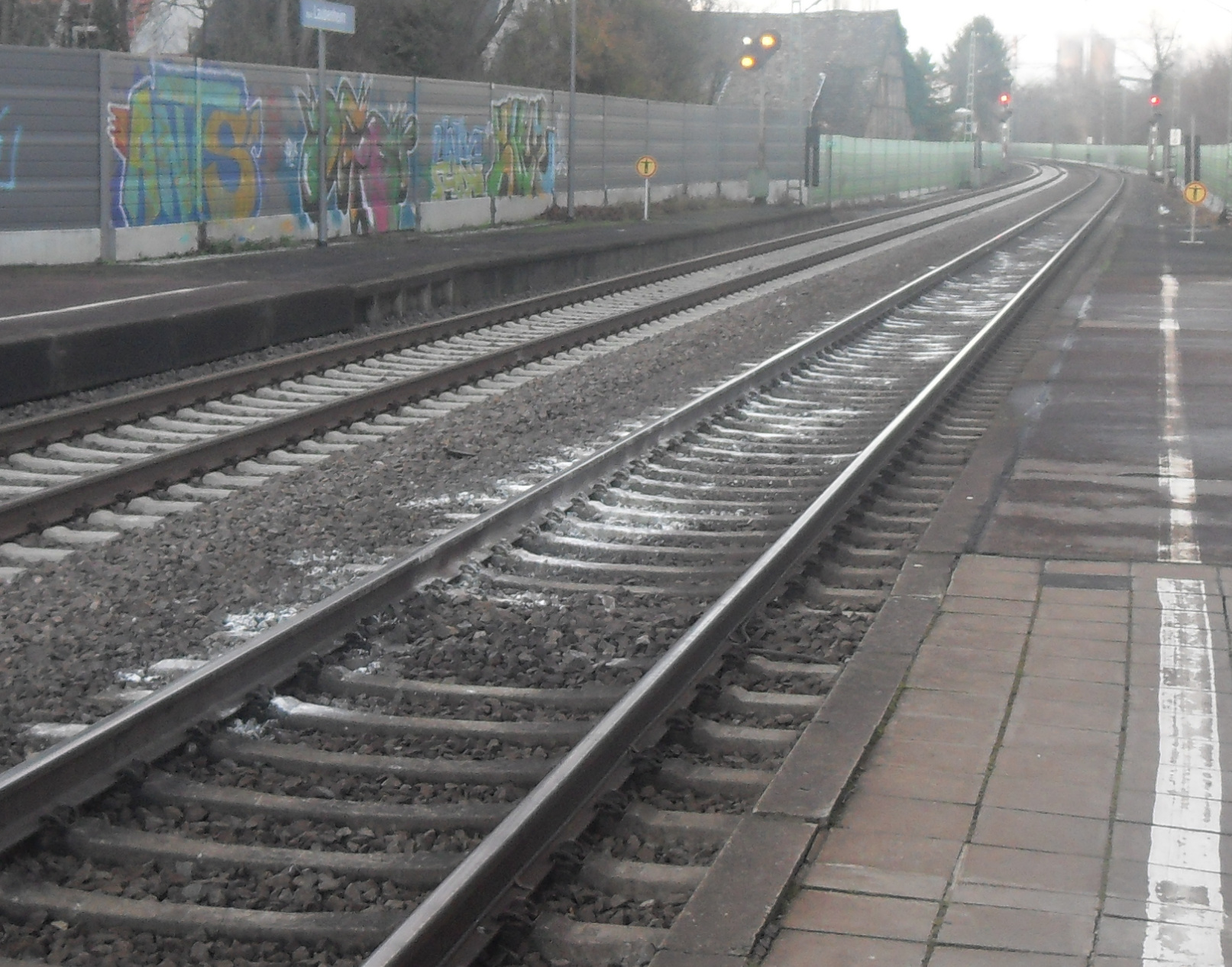
Du chlorure de chaux sur les voies ferrées de la gare de Mainz-Laubenheim, après un suicide ferroviaire : le chlorure de chaux a un effet désinfectant.

Il s'agit donc d'un désinfectant sec assez efficace en milieu hospitalier au XIXe siècle. Le nom chlorure de chaux retenu est un nom ancien trompeur : il pourrait faire croire à tort que c'est un sel pur produit par l'acide chlorhydrique et la chaux. Il s'agit d'un mélange.
Un des découvreurs oubliés de l'asepsie, Ignace Philippe Semmelweis, imposa à ses étudiants en médecine le lavage des mains par une solution de chlorure de chaux, afin de réduire le nombre des femmes mourant d'une fièvre puerpérale à la suite de l'accouchement.